# 1893
1893 (MDCCCXCIII) fue un año común comenzado en domingo según el calendario gregoriano.

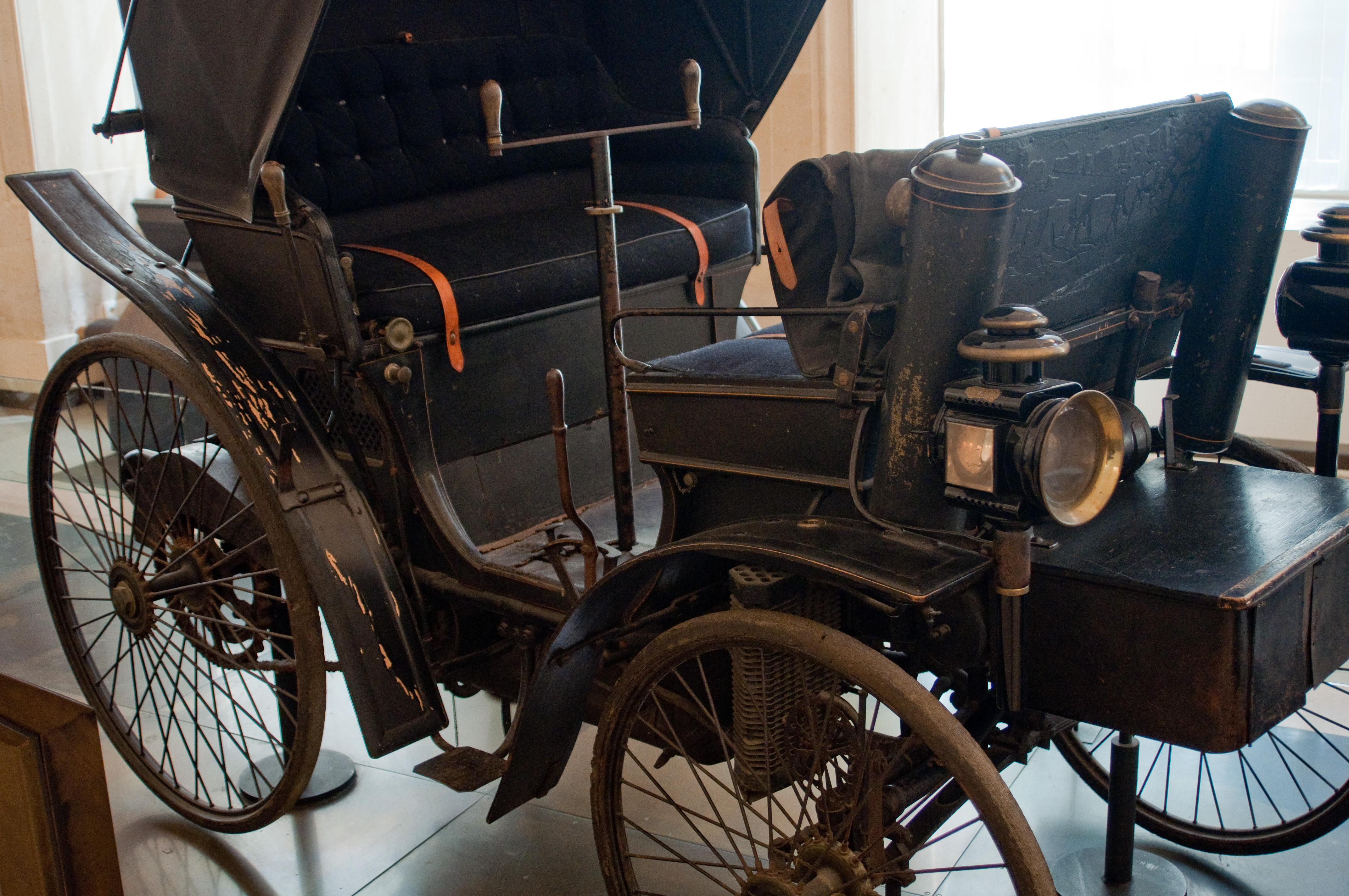
Vehículo del año 1893.

## Acontecimientos
- 21 de enero: en los Estados Unidos se patenta la fórmula de la Coca-Cola.
- 19 de febrero: el SS Naronic desaparece en el mar con 74 personas a bordo.
- 21 de febrero: en Buenos Aires se funda la Argentine Association Football League, el ente regulador de fútbol más antiguo del continente americano.
- 23 de febrero: en Alemania, Rudolf Diesel recibe la patente del motor diésel.
- 1 de marzo: en España, el Instituto Nacional de Meteorología elabora el primer «mapa del tiempo» y los correspondientes boletines meteorológicos diarios.
- 3 de marzo: en Turquía, un terremoto de 7,1 deja un saldo de 885 muertos.
- 4 de marzo: en los Estados Unidos, el demócrata Grover Cleveland jura como presidente para un segundo mandato no consecutivo.
- 7 de mayo: en Madrid (España), la reina María Cristina inaugura el Palacio de la Bolsa de Madrid.
- 14 de junio: en Albania se registra un terremoto de 6,6 que destruye varios pueblos y se siente en Italia.
- 15 de junio: en Colombia se inaugura el muelle de Puerto Colombia, que fue en su tiempo el segundo más largo del mundo.
- 28 de julio: revolución radical en Argentina
- 29 de septiembre: en la isla El Espinillo (a un kilómetro frente a la ciudad de Rosario, sobre el río Paraná), se libra el combate naval de El Espinillo entre fuerzas leales al Gobierno y sublevados de la Revolución radical de 1893.
- 3 de noviembre: en Santander (Cantabria) explota el buque a vapor Cabo Machichaco.
- 7 de noviembre: en Barcelona, el anarquista Santiago Salvador Franch tira una bomba en la platea del Gran Teatro del Liceo, la cual causa 20 muertos.
- 9 de noviembre: en Grecia se inaugura el Canal de Corinto.
- 17 de noviembre: en el condado iraní de Quchan se registra un fuerte terremoto de 6,6 que deja un saldo de 18.000 fallecidos.
- Estados Unidos declara a Hawái su «protectorado».
- Louis Boutan inventa la primera cámara fotográfica subacuática.
- El municipio de Ontur (Albacete) se independiza del marquesado de Espinardo.
- En los Estados Unidos se funda la ciudad de Pasadena (Texas).

## Arte y literatura
- José María de Pereda: Peñas arriba.
- Edvard Munch: El grito.

## Deportes
- 21 de febrero: en Argentina se funda la AFA.
- 28 de septiembre: en Oporto, Portugal, se funda el Futebol Clube do Porto.
- 15 de noviembre: en Basilea, Suiza, se funda el Fussballclub Basel.

## Música
- Antonín Dvórak compone la Sinfonía del Nuevo Mundo.
- Piotr Ilich Chaikovski compone la Sinfonía patética.

## Nacimientos

### Enero
- 3 de enero: Paramahansa Yogananda, gurú hinduista indio (f. 1952).
- 3 de enero: Zoltán Böszörmény, dirigente nazi húngaro f. 1945).
- 9 de enero: Gavira (Enrique Cano Iribarne), torero español (f. 1927).
- 10 de enero: Vicente Huidobro, poeta chileno (f. 1948).
- 13 de enero: Clark Ashton Smith, escritor estadounidense (f. 1961).
- 18 de enero: Jorge Guillén, poeta español (f. 1984).

### Febrero
- 16 de febrero: Julio Martínez Hombre, ingeniero agrónomo y astrónomo español (f. 1945).
- 21 de febrero: Andrés Segovia, guitarrista español (f. 1987).
- 22 de febrero: Peadar O'Donnell, político y escritor irlandés (f. 1986).
- 26 de febrero: Roberto José Tavella, religioso, escritor y docente argentino (f. 1963).
- 27 de febrero: José Artés de Arcos, empresario español (f. 1985).

### Marzo
- 18 de marzo: Jesús de Aragón, novelista y economista español (f. 1973).
- 19 de marzo: José María Velasco Ibarra, presidente ecuatoriano (f. 1979).
- 21 de marzo: M. N. Roy, revolucionario, activista y teórico bengalí (f. 1956).
- 23 de marzo: Cedric Gibbons, director artístico de cine estadounidense (f. 1960).
- 24 de marzo: Walter Baade, astrónomo alemán (f. 1960).
- 31 de marzo: Clemens Krauss, director de orquesta y músico austriaco (f. 1954).

### Abril
- 7 de abril: Claudio Sánchez Albornoz, historiador español (f. 1984).
- 5 de abril: José Galán Hernández, escritor español (f. 1936).
- 11 de abril: Fernando Paz Castillo, poeta, crítico, diplomático y educador venezolano (f. 1981).
- 16 de abril: Federico Mompou, compositor español (f. 1987).
- 20 de abril: Joan Miró, pintor español (f. 1983).
- 20 de abril: Harold Lloyd, actor estadounidense. (f. 1971).
- 20 de abril: Edna Parker supercentenaria estadounidense (f. 2008).
- 21 de abril: Walter Christaller, geógrafo alemán (f. 1969).
- 23 de abril: Frank Borzage, cineasta estadounidense (f. 1962).
- 23 de abril: Jorge de Lima, escritor, traductor, pintor, político y médico brasileño (f. 1953).
- 29 de abril: Harold Clayton Urey, químico estadounidense, premio nobel de química en 1934 (f. 1981).
- 30 de abril: Joachim von Ribbentrop, ministro nazi alemán (f. 1946).

### Mayo
- 5 de mayo: Farabundo Martí, político revolucionario salvadoreño (f. 1932).

### Junio
- 5 de junio: Julio Popper, ingeniero, explorador y genocida judío rumano nacionalizado argentino (n. 1857).
- 20 de junio: Wilhelm Zaisser, político alemán, de la República Democrática Alemana (f. 1958).
- 21 de junio: Alois Hába, compositor checo (f. 1973).

### Julio
- 9 de julio: Mimí Derba, actriz mexicana (f. 1953).
- 15 de julio: William Dieterle, cineasta y actor estadounidense de origen alemán (f. 1972).
- 25 de julioː Dorothy Dickson, actriz y cantante estadounidense (f. 1995)
- 26 de julio: George Grosz, pintor alemán (f. 1959).

### Agosto
- 10 de agosto: Agustín Millares Carlo, paleógrafo y académico español (f. 1980).
- 18 de agosto: Burleigh Grimes, beisbolista y mánager estadounidense (f. 1985).
- 18 de agosto: Ernest MacMillan, director de orquesta, compositor, arreglista, organista, pianista, conferencista, profesor de música, humorista y escritor canadiense (f. 1973); fue el músico más destacado de Canadá desde los años 1920 hasta los 1950, y el único «caballero» músico de Canadá.[1]
- 22 de agosto: Dorothy Parker, poeta y escritora estadounidense (f. 1967).

### Septiembre
- 16 de septiembre: Albert von Szent-Györgyi Nagyrápolt, fisiólogo húngaro, premio nobel de medicina en 1937 (f. 1986).
- 21 de septiembre: Varelito, torero español (f. 1922).
- 26 de septiembre: Mauricio Cravotto, arquitecto uruguayo (f. 1962).

### Octubre
- 1 de octubre: Ip Man, maestro en artes marciales chino (f. 1972).
- 3 de octubre: Carlos II, rey rumano (f. 1953).
- 14 de octubre: Lillian Gish, actriz estadounidense (f. 1993).
- 30 de octubre: Roland Freisler, juez nazi alemán (f. 1945).

### Noviembre
- 3 de noviembre: Edward Adelbert Doisy, bioquímico estadounidense, premio nobel de medicina en 1943.
- 5 de noviembre: Raymond Loewy, diseñador industrial francés (f. 1986).
- 6 de noviembre: Edsel Bryant Ford, empresario estadounidense (f. 1943).
- 9 de noviembre: Geoffrey Pyke, inventor inglés. (f. 1948).
- 17 de noviembre: Alain Gerbault, navegante francés (f. 1941).
- 24 de noviembre: Francisco Lomuto, director de orquesta, compositor y pianista argentino de tango (f. 1950).
- 24 de noviembre: Marcos Redondo, barítono español (f. 1976).

### Diciembre
- 1 de diciembre: Bertha Fry, supercentenaria estadounidense que vivió hasta los 114 años (f. 2007).
- 7 de diciembre: Hermann Balck, militar alemán (f. 1982).
- 7 de diciembre: Fay Bainter, actriz estadounidense (f. 1968).
- 9 de diciembre: Alfonso Cortés, poeta nicaragüense (f. 1969).
- 12 de diciembre: Edward G. Robinson, actor estadounidense de origen rumano (f. 1973).
- 25 de diciembre: Humberto Sosa Molina, militar y político argentino (f. 1960).
- 26 de diciembre: Mao Zedong, político y revolucionario chino (f. 1976).

### Sin fecha conocida
- Valentina Ramírez, «La Leona del Norotal», revolucionaria mexicana (f. 1979).
- Abel Rodríguez, escritor, poeta y periodista argentino (f. 1961).

## Fallecimientos
- 11 de enero: Benjamin Franklin Butler, político estadounidense (n. 1818).
- 18 de enero: Emilia de San José, religiosa venezolana, declarada Venerable (n. 1858).
- 23 de enero: José Zorrilla, poeta y dramaturgo español (n. 1817).Busto de Piotr Ilich Chaikovski.

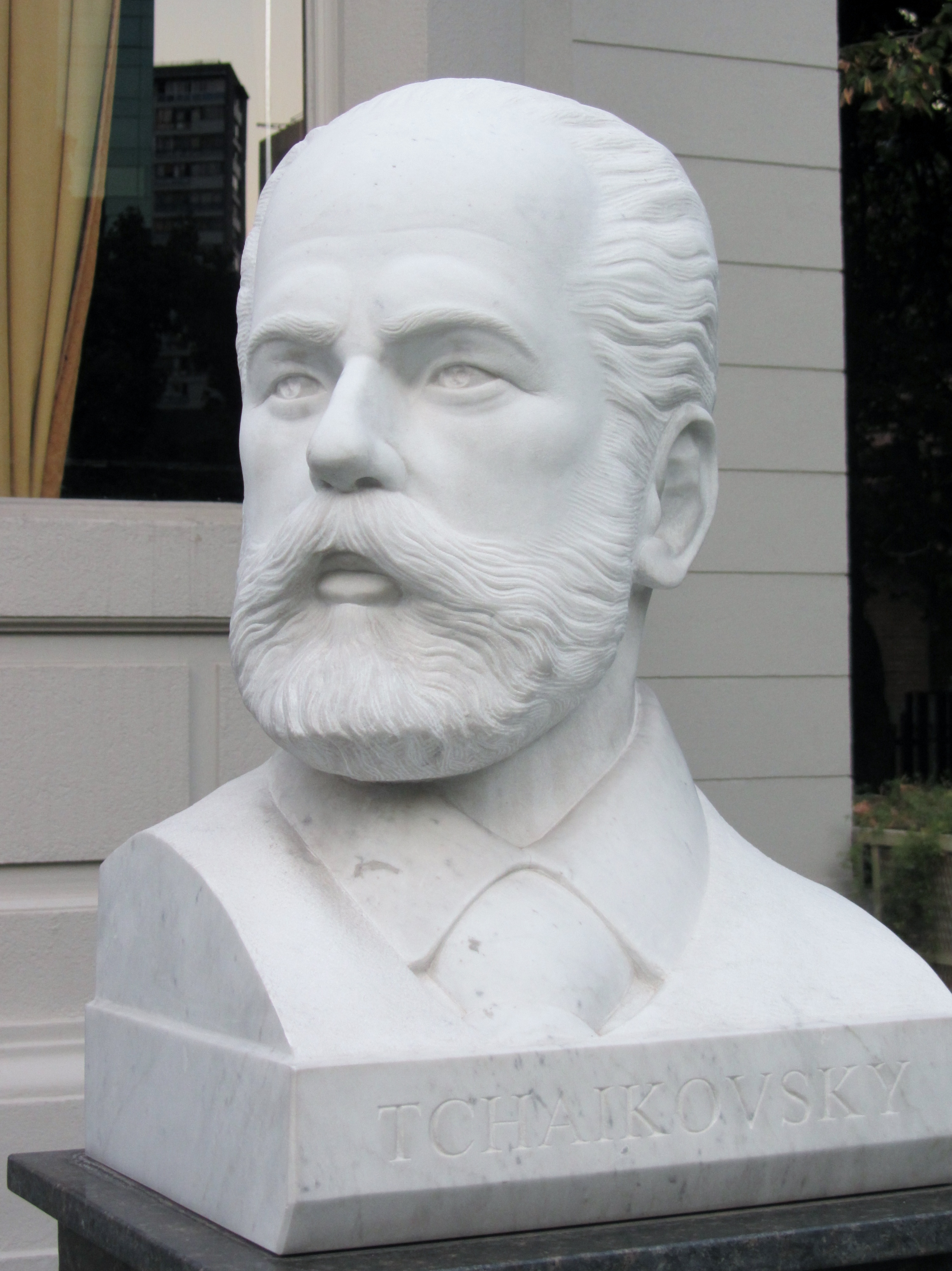
Busto de Piotr Ilich Chaikovski.

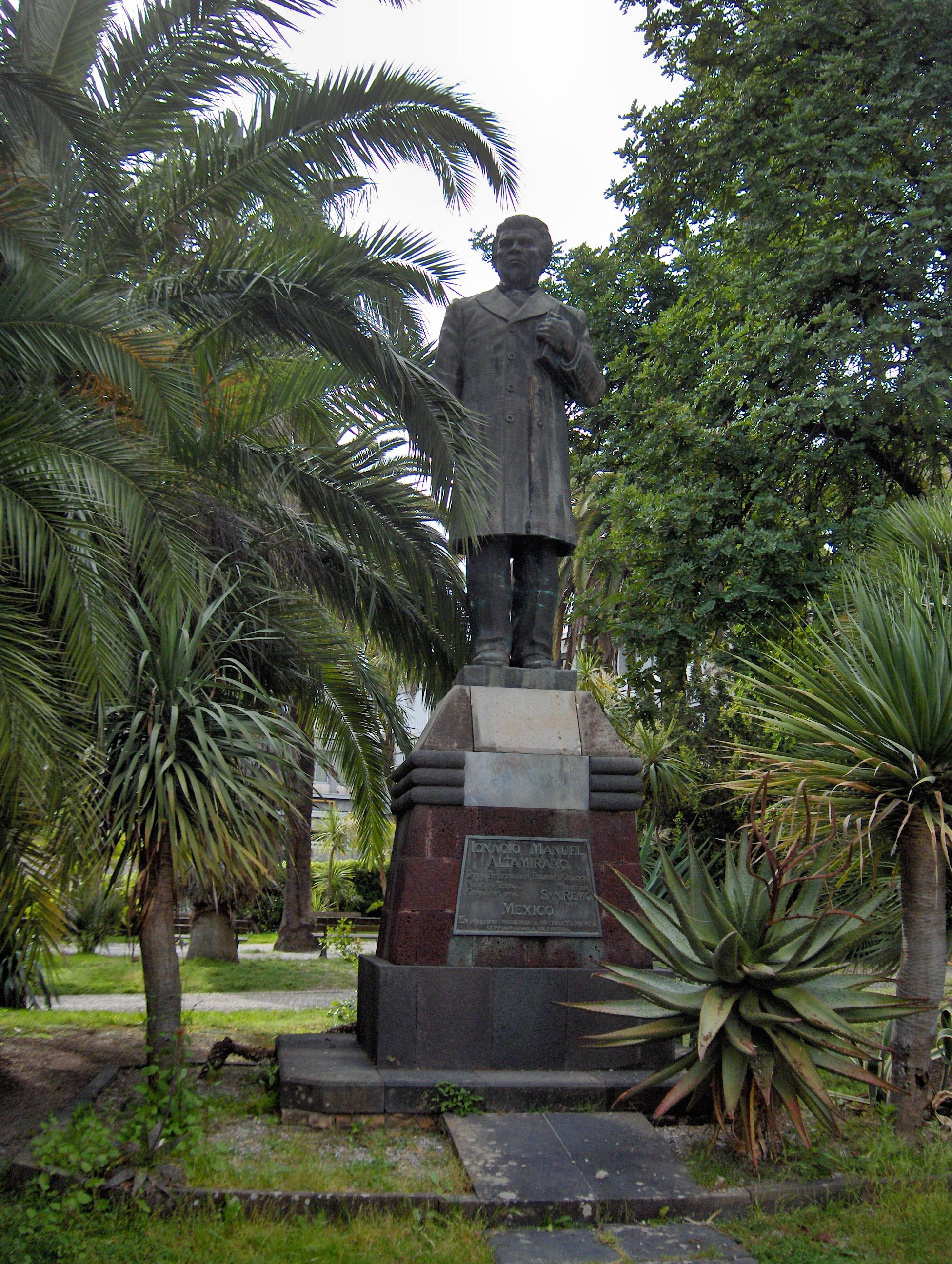
Estatua en San Remo de Ignacio Manuel Altamirano.

- Estatua en San Remo de Ignacio Manuel Altamirano.13 de febrero: Ignacio Manuel Altamirano, escritor, periodista, maestro y político mexicano (n. 1834).
- 8 de abril: Augusto Czartoryski, salesiano franco-polaco (n. 1858).
- 6 de julio: Guy de Maupassant, escritor francés (n. 1850).
- 16 de julio: Antonio Ghislanzoni, periodista, poeta y novelista italiano (n. 1824).
- 21 de octubre: Julián del Casal (29), poeta cubano, uno de los máximos exponentes de la literatura modernista en español (n. 1863); fallecido por aneurisma cerebral provocado por la risa.
- 21 de octubre: Emmanuel Lansyer, pintor paisajista realista francés (n. 1835).
- 6 de noviembre: Piotr Ilich Chaikovski, compositor ruso (n. 1840).
- 20 de noviembre: María del Pilar Sinués, escritora española (n. 1835).
- 6 de diciembre: Nemesio Fernández Cuesta y Picatoste, periodista español (n. 1818).
- 15 de diciembre: Karl Ludwig Michelet, filósofo alemán (n. 1801).
- 25 de diciembre: Madame Durocher, partera francobrasileña (n. 1804).
- 25 de diciembre: Victor Schoelcher, político francés (n. 1804).
- 29 de diciembre: Leopold Kronecker, matemático alemán (n. 1823).